# 亨利·哈特斯菲尔德
小亨利·华伦·“汉克”·哈特斯菲尔德（Henry Warren "Hank" Hartsfield, Jr.，1933年11月21日—2014年7月17日）曾是一位美国国家航空航天局的宇航员，执行过STS-3以及STS-51-F任务。